# 肖杰 (政治人物)
肖杰（1960年9月—），男，汉族，广东雷州人，中华人民共和国政治人物。华南热带作物学院植物保护系植物保护专业毕业，杭州大学政治系中共党史专业研究生学历。现任海南省人大常委会副主任。

## 生平
1978年9月，在华南热带作物学院植物保护系植物保护专业学习。1982年7月，毕业后留校担任助教。1984年7月加入中国共产党。1984年9月，在杭州大学攻读政治系中共党史专业研究生。1987年7月，任华南热带作物学院马列教研室讲师、党支部书记。
1988年12月起，先后担任海南省农业厅主任科员、团委书记、办公室副主任、计财处副处长、办公室主任，海南省澄迈县委副书记、县政府副县长（1995年2月－1996年10月），海南省农业厅副厅长、党组成员，海南省人民政府副秘书长、办公厅党组成员，海南省琼海市委书记，海南省科技厅厅长、党组书记。2007年3月，任海南省农业厅厅长、党组书记。2009年11月，兼任海南省农业科学院党委书记。2012年7月23日，任海南省三沙市首任市委书记、市长。2017年4月28日，當選中共海南省委常委、政法委书记。2018年8月，改兼任省委统战部部长。2021年1月，当选为海南省人大常委会副主任。